# Les Maîtresses du docteur Jekyll
Pour plus de détails, voir Fiche technique et Distribution.
Les Maîtresses du docteur Jekyll (El secreto del Dr. Orloff) est un film d'horreur hispano-austro-français de Jesús Franco (crédité comme Jess Franck), sorti en 1964.

## Synopsis
Le docteur Conrad Fisherman se rend au chevet de son confrère Orloff afin d’obtenir des informations capitales sur ses propres recherches. Agonisant, Orloff lui livre des documents qui lui permettront de prendre le pouvoir à distance sur un être inanimé ou inerte grâce aux ultra-sons. Grâce à lui, Jekyll réussit à redonner vie à son frère mort, Andros, qu'il a lui-même assassiné. Réfugié dans le dernier étage de son manoir, Jekyll manipule Andros, désormais mort-vivant, et l'oblige à tuer ses maîtresses, des danseuses de cabaret sur lesquelles il reporte ses échecs scientifiques.  
Mais son plan machiavélique est perturbé lorsque sa nièce Melisa, fille d'Andros, arrive chez lui et sa femme Inglud. Désormais majeure, elle souhaite connaître les causes de la mort de son père. Le docteur Jekyll refuse de lui dire la vérité car il l'a tué après avoir découvert qu'il couchait avec son épouse. Pendant ce temps, l'inspecteur Klein enquête sur la mort des danseuses. Son seul indice est un collier de même origine retrouvé au cou des victimes : un émetteur d'ultra-sons. Effrayée par l'atmosphère lourde régnant chez son oncle, Melisa confie ses craintes à son ami Jean Manuel, un jeune journaliste, et lui demande de surveiller la demeure. Réalisant qu'elle est proche de la vérité sur le décès de son père, Fisherman commande à Andros de tuer son épouse puis sa propre fille. Mais ce dernier semble encore posséder un instinct humain : il tue son « créateur » avant de s'enfuir. 
La police convainc Melisa de servir d'appât pour piéger son père mort-vivant. Frappé d'une balle dans la tête, Andros meurt une seconde fois, bredouillant : « Pourquoi ? ». 

## Fiche technique
- Titre original : El secreto del Dr. Orloff
- Titre français : Les Maîtresses du docteur Jekyll
- Réalisation : Jesús Franco (crédité comme Jess Franck)
- Scénario : Jesús Franco et A. Norévo, d'après une histoire de Jesús Franco (crédité comme David Kühne)  et David Coll
- Montage : Angel Serrano
- Musique : Fernando Garcia Moreno et Daniel White
- Photographie : Alfonso Nieva
- Production : Marius Lesœur
- Société de production et distribution : Eurociné
- Pays de production :  Espagne,  Autriche,  France
- Langue originale : espagnol
- Genre : horreur
- Durée : 85 minutes
- Dates de sortie :
  - Espagne : 1964
  - France : 15 janvier 1966

## Distribution
- Marcelo Arroita-Jáuregui : docteur Conrad Fisherman
- Hugo Blanco (crédité comme Hugh White) : Andros Fisherman/Albert
- Agnès Spaak (VF : Monique Morisi) : Melisa
- Perla Cristal : Rosa
- Pepe Rubio (crédité comme José Rubio) (VF : Sady Rebbot) : Juan Manuel
- Pastor Serrador : Inspecteur Klein
- Luisa Sala (VF : Renée Régnard) : Inglud Jekyll / Ingrid Fisherman
- Manuel Guitian (VF : Jean Berton) : Ciceron
- Magda Maldonado (créditée comme Magda MacDonald) : Amira
- Daniel Blumer : Karl Steiner